# وزارة التربية (سوريا)
وزارة التربية والتعليم الوزارة المسؤولة عن التعليم في الجمهورية العربية السورية. إلا أنّ هذه الوزارة مسؤولة فقط عن المستويات الدنيا من التعليم (ابتدائي - إعدادي - ثانوي)، في حين أنّ وزارة التعليم العالي والبحث العلمي هي المسؤولة عن المستويات العليا. تحتوي مكتبة الوزارة على 13000 مجلد اعتباراً من عام 2011.
يكفل الدستور السوري حق التعلم لكل مواطن، وهو إلزامي ومجاني في مرحلة التعليم الأساسي، ومجاني لكن غير إلزامي في المرحلة الثانوية وبرسوم رمزية للتعليم الجامعي.
في 26 تشرين الثاني 2024 صدر القانون رقم 31 القاضي بإحداث “وزارة التربية والتعليم” لتحل محل “وزارة التربية” المحدثة بموجب القانون رقم (121) لعام 1944.

## المراحل التعليمية
- رياض الأطفال وهي مرحلة تعليم غير إلزامية مدتها من سنتين لثلاث، حسب المنهج المتبع في كل روضة (حضانة - تحضيري) ولا توجد رياض أطفال رسمية بل تكون مملوكة من القطاع الخاص أو تابعة لجمعيات أهلية أو الاتحاد العام النسائي السوري، وبعض المؤسسات الحكومية وتكون مخصصة لأبناء العاملات فيها.
- التعليم الأساسي وهو مرحلة تعليم إجباري وإلزامي ومجاني، وحق لكل طفل بلغ السادسة، وتقسم إلى:
  - حلقة أولى من الصف الأول إلى الصف الرابع.
  - حلقة ثانية من الصف الخامس إلى الصف التاسع.
- التعليم الثانوي
  - التعليم الثانوي «العام» (علمي - أدبي)
  - التعليم الثانوي المهني (تجارة - صناعة - نسوي - زراعة - سياحة وفنادق - معلوماتية)

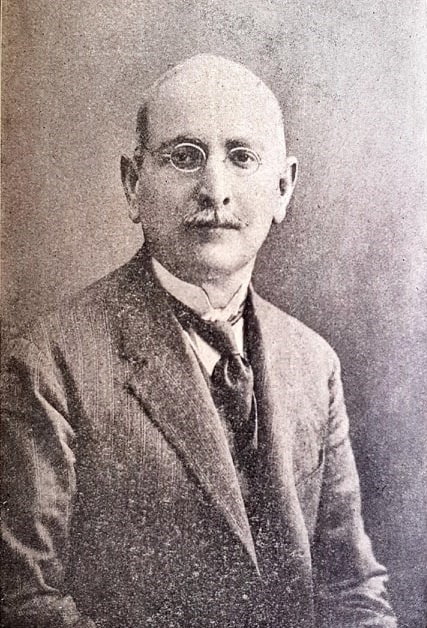
محمد كرد علي

  - التعليم الثانوي الشرعي

## وزراء التربية

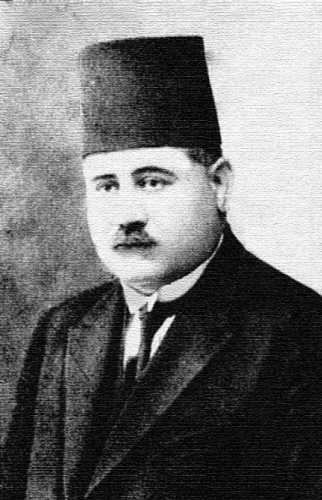
رضا سعيد

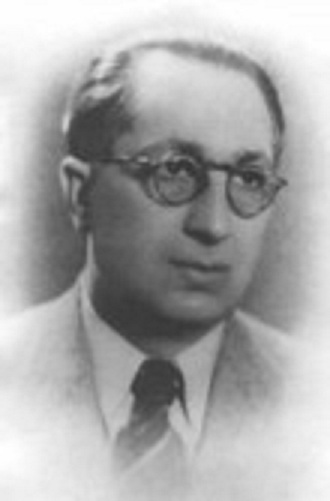
محسن البرازي

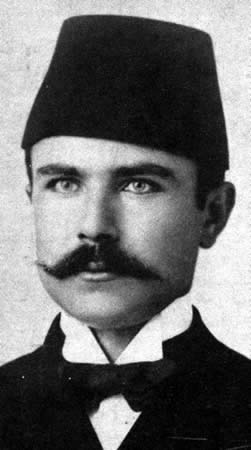
فارس الخوري

توالى على إدارة وزارة التربية في سورية وقبلها وزراة التربية والتعليم ووزراة المعارف الوزراء التاليين:
| الاسم                       | المنصب                                                 | مدة تولي المنصب      | مدة تولي المنصب      |
| --------------------------- | ------------------------------------------------------ | -------------------- | -------------------- |
| السيد ساطع الحصري           | مديراً للمعارف                                          | 30 أيلول 1918        | 26 كانون الثاني 1920 |
| السيد ساطع الحصري           | وزير المعارف                                           | 9 آذار 1920          | 24 تمـوز 1920        |
| السيد بديع المؤيد           | وزير المعارف                                           | 25 تمـوز 1920        | 21 آب 1920           |
| السيد محمد كرد علي          | وزير المعارف                                           | 6 أيلـول 1920        | 28 حزيران 1922       |
| الدكتور رضا سعيد            | وزير المعارف                                           | 21 كانون الأول 1924  | 21 كانون الأول 1925  |
| السيد فارس الخوري           | وزير المعارف                                           | 4 أيـار 1926         | 12 حزيران 1926       |
| السيد شاكر بك الحنبلي       | وزير المعارف                                           | 12 حزيران 1926       | 8 شباط 1928          |
| السيد محمد كرد علي          | وزير المعارف                                           | 15 شباط 1928         | 11 حزيران 1932       |
| النائب مظهر رسلان           | وزير العدلية والمعارف                                  | 15 حزيران 1932       | 18 نيسان 1933        |
| السيد سليم بك جنبرت         | وزير المعارف والأشغال العامة                           | 3 أيار 1933          | 15 تشرين الثاني 1934 |
| السيد حقي العظم             | رئيس الوزراء ووزير المعارف والداخلية                   | 15 تشرين الثاني 1934 | 17 آذار 1934         |
| السيد حسني البرازي          | وزير المعارف                                           | 17 آذار 1934         | 23 شباط 1936         |
| الأمير مصطفى الشهابي        | وزير المعارف                                           | 23 شباط 1936         | 21 كانون الأول 1936  |
| الدكتور عبد الرحمن الكيالي  | وزير العدلية والمعارف                                  | 21 كانون الأول 1936  | 23 شباط 1939         |
| السيد لطفي الحفار           | رئيس الوزراء ووزير المعارف (وكالةً)                     | 23 شباط 1939         | 5 نيسـان 1939        |
| السيد حسن الحكيم            | وزير المعارف                                           | 5 نيسـان 1939        | 15 أيـار 1939        |
| السيد عبد اللطيف الشطي      | مديراً عاماً للمعارف                                     | 8 تموز 1939          | 1 نيسان 1941         |
| السيد محسن البرازي          | وزير المعارف                                           | 5 نيسـان 1941        | 12 أيلـول 1941       |
| السيد فيضي الأتاسي          | وزير المعارف                                           | 20 أيلـول 1941       | 17 نيسان 1942        |
| السيد حسني البرازي          | رئيس الوزراء ووزير للداخلية ووكالة المعارف             | 18 نيسان 1942        | 8 كانون الثاني 1943  |
| السيد خليل مردم بك          | وزير المعارف                                           | 8 كانون الثاني 1943  | 25 آذار 1943         |
| السيد فيضي الأتاسي          | وزير دولة للعدلية والمعارف والشؤون الاجتماعية          | 25 آذار 1943         | 19 آب 1943           |
| السيد نصوحي البخاري         | وزير الدفاع الوطني والمعارف                            | 19 آب 1943           | 14 تشرين الأول 1944  |
| السيد فارس الخوري           | رئيس الوزراء ووزير للداخلية والمعارف                   | 14 تشرين الأول 1944  | 14 آذار 1945         |
| السيد أحمد الشراباتي        | وزير المعارف                                           | 14 آذار 1945         | 5 نيسـان 1945        |
| السيد أحمد الشراباتي        | وزير المعارف ووكالة الاقتصاد الوطني                    | 7 نيسان 1945         | 23 آب 1945           |
| السيد أحمد الشراباتي        | وزير المعارف والاقتصاد الوطني                          | 26 آب 1945           | 30 أيلـول 1945       |
| السيد صبري العسلي           | وزير العدلية ووكالة المعارف                            | 30 أيلـول 1945       | 25 نيسان 1946        |
| السيد أحمد الشراباتي        | وزير المعارف                                           | 26 نيسان 1946        | 27 كانون الأول 1946  |
| الأمير عادل أرسلان          | وزير المعارف                                           | 28 كانون الأول 1946  | 2 تشرين الأول 1947   |
| السيد منير العجلاني         | وزير المعـارف                                          | 6 تشرين الأول 1947   | 2 كانون الأول 1948   |
| السيد محسن البرازي          | وزير المعارف                                           | 16 كانون الأول 1948  | 29 آذار 1949         |
| السيد فيضي الأتاسي          | وزير المعارف والصحة والشؤون الاجتماعية                 | 16 نيسـان 1949       | 18 نيسان 1949        |
| السيد خليل مردم بك          | وزير المعارف والصحة والشؤون الاجتماعية                 | 18 نيسان 1949        | 26 حزيران 1949       |
| السيد خليل مردم بك          | وزير المعارف والصحة والإسعاف العام                     | 26 حزيران 1949       | 14 آب 1949           |
| السيد ميشيل عفلق            | وزير المعارف                                           | 14 آب 1949           | 14 كانون الأول 1949  |
| السيد هاني السباعي          | وزير المعارف                                           | 24 كانون الأول 1949  | 27 كانون الأول 1949  |
| السيد هاني السباعي          | وزير المعارف                                           | 27 كانون الأول 1949  | 4 حزيران 1950        |
| الدكتور فرحان الجندلي       | وزير المعارف والصحة والإسعاف العام                     | 4 حزيران 1950        | 8 أيلول 1950         |
| السيد هاني السباعي          | وزير المعارف                                           | 8 أيلول 1950         | 27 آذار 1951         |
| السيد رئيف الملقي           | وزير المعارف ووكالة الاقتصاد الوطني                    | 27 آذار 1951         | 9 آب 1951            |
| السيد عبد الوهاب حومد       | وزير المعارف                                           | 9 آب 1951            | 28 تشرين الثاني 1951 |
| السيد هاني السباعي          | وزير المعارف                                           | 28 تشرين الثاني 1951 | 1 كانون الأول 1951   |
| الدكتور سامي طيارة          | وزير المعارف                                           | 9 حزيران 1952        | 11 تموز 1953         |
| الدكتور أنور إبراهيم باشا   | وزير المعارف                                           | 19 تموز 1953         | 1 آذار 1954          |
| الدكتور منير العجلاني       | وزير المعارف                                           | 1 آذار 1954          | 19 حزيران 1954       |
| السيد نهاد القاسم           | وزير المعارف والزراعة                                  | 19 حزيران 1954       | 29 تشرين الأول 1954  |
| الدكتور منير العجلاني       | وزير المعارف                                           | 29 تشرين الأول 1954  | 13 شباط 1955         |
| السيد رئيف الملقي           | وزير المعارف                                           | 13 شباط 1955         | 13 أيلول 1955        |
| الدكتور مأمون الكزبري       | وزير المعارف                                           | 13 أيلول 1955        | 14 حزيران 1956       |
| الدكتور عبد الوهاب حومد     | وزير المعارف                                           | 14 حزيران 1956       | 31 كانون الأول 1956  |
| السيد هاني السباعي          | وزير المعارف                                           | 31 كانون الأول 1956  | 6 آذار 1958          |
| السيد كمال الدين حسين       | وزير التربية والتعليم (زمن الوحدة مع مصر)              | 6 آذار 1958          | 7 تشرين الأول 1958   |
| السيد أمجد الطرابلسي        | وزير التربية والتعليم (في الإقليم السوري)              | 7 تشرين الأول 1958   | 20 أيلول 1960        |
| السيد محمد يوسف             | وزير التربية والتعليم                                  | 16 آب 1961           | 28 أيلول 1961        |
| الدكتور أحمد السمان         | وزير التربية والتعليم والثقافة والإرشاد القومي         | 20 تشرين الثاني 1961 | 22 كانون الأول1961   |
| السيد رشاد برمدا            | وزير الدفاع والتربية والتعليم                          | 22 كانون الأول 1961  | 27 آذار 1962         |
| السيد رشاد برمدا            | نائب رئيس مجلس الوزراء ووزير التربية والتعليم والإذاعة | 16 نيسان 1962        | 17 أيلـول 1962       |
| السيد رشاد برمدا            | وزير التربية والتعليم                                  | 17 أيلـول 1962       | 16 شباط 1963         |
| اللواء عزيز عبد الكريم      | وزير الداخلية والتعليم                                 | 16 شباط 1963         | 8 آذار 1963          |
| الدكتور سامي الدروبي        | وزير التربية والتعليم                                  | 9 آذار 1963          | 11 أيـار 1963        |
| السيد شبلي العيسمي          | وزير التربية والتعليم ووزير الإصلاح الزراعي بالوكالة   | 13 أيـار 1963        | 4 آب 1963            |
| الدكتور شاكر الفحام         | وزير التربية والتعليم                                  | 4 آب 1963            | 12 تشرين الثاني 1963 |
| الدكتور مصطفى حداد          | وزير التربية والتعليم                                  | 12 تشرين الثاني 1963 | 27 كانون الأول 1965  |
| الدكتور عبد الله عبد الدايم | وزير التربية                                           | 1 كانون الثاني 1966  | 23 شباط 1966         |
| الدكتور مصطفى حداد          | وزير التربية                                           | 1 آذار 1966          | 28 تشرين الأول 1968  |
| السيد سليمان الخش           | وزير التربية                                           | 29 تشرين الأول 1968  | 29 أيار 1969         |
| السيد محمود الأيوبي         | وزير التربية                                           | 29 أيار 1969         | 15 تشرين الثاني 1970 |
| السيد محمود الأيوبي         | نائب رئيس الوزراء وزير التربية                         | 21 تشرين الثاني 1970 | 3 نيسان 1971         |
| السيد عدنان بغجاتي          | وزير التربية                                           | 3 نيسان 1971         | 22 آذار 1972         |
| السيد حسن محمد علي الخطيب   | وزير التربية                                           | 22 آذار 1972         | 23 كانون أول 1972    |
| السيد حافظ الجمالي          | وزير التربية                                           | 23 كانون الأول 1972  | 26 أيلول 1973        |
| الدكتور شاكر الفحام         | وزير التربية                                           | 26 أيلول 1973        | 30 آذار 1978         |
| السيد زهير مشارقة           | وزير التربية                                           | 30 آذار 1978         | 14 كانون الثاني 1980 |
| السيد محمد نجيب السيد أحمد  | وزير التربية                                           | 14 كانون الثاني 1980 | 1 تشرين الثاني 1987  |
| السيد محمد غسان الحلبي      | وزير التربية                                           | 1 تشرين الثاني 1987  | 29 حزيران 1992       |
| السيد محمد غسان الحلبي      | وزير التربية                                           | 29 حزيران 1992       | 13 آذار 2000         |
| الدكتور محمود أحمد السيد    | وزير التربية                                           | 13 آذار 2000         | 18 أيلول 2003        |
| الدكتور علي سعد             | وزير التربية                                           | 18 أيلول 2003        | 14 نيسان 2011        |
| السيد صالح الراشد           | وزير التربية                                           | 14 نيسان 2011        | 23 حزيران 2012       |
| الدكتور هزوان الوز          | وزير التربية                                           | 6 آب 2012            | 26 تشرين الثاني 2016 |
| عماد العزب                  | وزير التربية                                           | 26 تشرين الثاني 2016 | 30 آب 2020           |
| الدكتور دارم طباع           | وزير التربية                                           | 30 آب 2020           | 8 آب 2023            |
| الدكتور محمد عامر مارديني   | وزير التربية                                           | 8 آب 2023            | 26 تشرين الثاني 2024 |
| محمد عامر مارديني           | وزير التربية والتعليم                                  | 26 تشرين الثاني 2024 | 08 كانون الأول 2024  |
| نذير محمد القادري           | وزير التربية والتعليم                                  | 10 كانون الأول 2024  | في المنصب            |

## روابط خارجية
- وزارة التربية والتعليم موقع الوزارة الرسمي